# 灵泉镇 (呼伦贝尔市)
灵泉镇是中华人民共和国内蒙古自治区呼伦贝尔市扎赉诺尔区下辖的一个镇。
2014年1月28日，内蒙古自治区人民政府批复同意撤销扎赉诺尔区灵泉街道办事处，设置灵泉镇。
Back
Jump to editbox

## 行政区划
灵泉镇下辖以下村级行政区划单位：
边疆社区、兴盛社区、兴泉社区、光明社区和航运社区。